# Universidade Católica do Uruguai Dámaso Antonio Larrañaga
A Universidade Católica do Uruguai Dámaso Antonio Larrañaga (UCU), ou simplesmente Universidade Católica do Uruguai, é uma instituição de ensino superior privada localizada no Uruguai, confiada à Companhia de Jesus. Criada em 1985, foi a única universidade privada do país até 1996. Possui seis localidades em Montevidéu, uma em Maldonado e outra em Salto. No Brasil, possui parceria com a Universidade Católica de Petrópolis, concretizada por meio de seus programas de intercâmbio.  